# Distretto elettorale di Steinhausen
Il distretto elettorale di Steinhausen è un distretto elettorale della Namibia situato nella Regione di Omaheke con 10.060 abitanti al censimento del 2011. Il capoluogo è la città di Steinhausen.
Altre località del distretto sono Witvlei and Omitara.